# Ankur
Aṅkur (Hindi: अंकुर, Urdu: اَنکُر, traducción: La siembra) es una película en color de la India del año 1974. Fue el primer largometraje dirigido por Shyam Benegal y el debut de varios actores indios. (Sadhu Meher ya había actuado en la película Bhuvan Shome. Shabana Azmi también había actuado en otras películas, pero Ankur fue la primera en estrenarse. No se sabe si ésta fue la primera película de Kader Ali Beg.) Como muchas otras películas de Benegal, pertenece al género de las películas artísticas indias. El argumento está basado en una historia verdadera que ocurrió en Hyderabad, probablemente en los 1950s. Fue rodada casi por completo en esta localidad.
Ankur ha ganado tres premios nacionales y otros 43 en la India y en el extranjero. Fue candidata oficial por parte de la India para los Oscar de 1974. Dura aproximadamente 131 minutos.
Esta película incluye una escena de flagelación y más palabrotas de las normales en el cine indio.

## Argumento
Anjur es una película que analiza el comportamiento humano en general con una caracterización fuertemente acentuada (a través de una historia no ficticia). La historia gira alrededor de dos personajes, Lakshmi y Surya.
Lakshmi (Shabana Azmi) vive en un pueblo con su marido Kishtayya (Sadhu Meher), un Dalit alfarero, sordomudo y alcohólico que se comunica mediante gestos. Al principio de la película, durante una fiesta en el pueblo, ella pide (en una oración al diosa del pueblo) que su único deseo es tener un hijo.
Surya (Anant Nag), el hijo del terrateniente del pueblo, acaba de terminar los estudios en la ciudad cercana de Hyderabad. El padre de Surya (Kader Ali Beg) tiene una amante llamada Kaushalya a quien, pide que le "regale la mejor tierra del pueblo". Ellos tienen un hijo ilegítimo llamado Pratap. El terrateniente fuerza a su hijo legítimo a casarse con Saru (Priya Tendulkar). Ya que Surya esperará hasta que Saru "tenga la edad" y empieza a sentirse sexualmente frustrado.
Entonces, él es obligado a administrar su tierra compartida en el pueblo. Tiene que estar en una vieja casa, y Lakshmi y Kishtayya hacen de sus sirvientes. Poco después de su llegada, empieza a introducir varias medidas (a menudo controvertidas). Por ejemplo, en su segundo día en el pueblo, Surya (que ya ha encontrado a Lakshmi atractiva) acomodó a Lakshmi y ha hecho té. Esto disgusta al predicador del pueblo, que está acostumbrado a servir al propietario de las tierras, aunque a un precio más alto del que pide Lakshmi.
El mismo día, Surya también contrata a Kishtayya para conducir su carro de bueyes para ir a hacer recados. Al día siguiente, el manda a Kishtayya a recoger fertilizante de la casa del terrateniente. Surya aprovecha la ausencia de Kishtayya para flirtear con Lakshmi pero falla. Mientras tanto, los chismosos del pueblo y muchos otros (como el notable supervisor, el policía Patel Shayj Chand) creen que Surya ya ha dormido con Lakshmi y la tratarán de la misma manera que el terrateniente trata a Kaushalya: intentando conciliar el escándalo dando a la amante un trozo de tierra.
Kishtayya es cogido robando vino de palma después de lo que es humillado públicamente y deja el pueblo por la noche. En su ausencia, Surya y Lakshmi duermen juntos. Unos cuantos días después, Saru llega al pueblo. Saru  no aprueba la presencia de Lakshmi, en parte porque Lakshmi es una Dalit y en parte porque Saru ha oído los rumores de los lugareños. La mañana siguiente, Lakshmi empieza a sufrir náuseas. Saru la despide diciendo que está demasiado enferma para trabajar.
Muchos días después, Kishtayya vuelve, habiéndose curado de su alcoholismo y con habiendo hecho algo de dinero. Lakshmi está avergonzada con un sentimiento de culpabilidad porque cree que ha traicionado a su marido. Al descubrir el embarazo de Lakshmi, Kishtayya homenajea a la diosa del pueblo en su templo. Entonces decide intentar tirar del carro de bueyes otra vez pero coge un palo cuando se aproxima a Surya. Surya ve a Kishtayya y erróneamente cree que Kishtayya está buscando venganza.
Surya dice a tres hombres que sujeten a Kishtayya y procede a flagelarle con una cuerda utilizada para linchamiento. La conmoción atrae a otros (incluyendo a Sheikh Chand y Pratap) a la escena y Lakshmi urgentemente defiende a su marido. Amargamente maldice a Surya y entonces lentamente vuelve a casa con Kishtayya. En la escena final, después de que los otros se ha ido, un chico tirar una piedra al cristal de Surya y corre.

## Personajes
El argumento está retratado desde las perspectivas de Surya y Lakshmi. Sin embargo, otros personajes principales y relativamente menores también llevan la trama, cada uno a su manera.

### Surya
Durante su boda, Surya mira a Kaushalya y a Pratap (que están sentados juntos) y después a su propia madre. Kaushalya está sonriendo porque la boda de su hijo será soportada por Surya, pero la madre de Surya aparece relativamente resignada. Así se ve el matrimonio: la esposa legítima que sufre y la amante que prospera.
Es un habitante de la ciudad, que no está acostumbrado a las formas de los pueblos. Cuando Sheikh Chand le dicen lo que espera que mejore el pueblo en presencia de Surya, Surya sólo contesta: "Si, bien, ellos están mejor". Esta es la razón por la que Surya empieza a hacer cambios en su aspecto.
Además, el padre de Surya le da a Pratap la mejor tierra en el pueblo mientras Surya vive en una casa vieja. Como resultado, el segundo cambio de surya en el pueblo es hacer parar el agua en los campos de Pratap y Kaushalya. Kaushalya le pide una razón a Surya, que señala que él no es su hijo. Ella responde, "Pienso de la misma manera" —una puntualización que enfada más a Surya—.
Al menos dos días después, Pratap pidió a Surya que restaurara el suministro de agua en sus campos. Cuando Surya lo rechaza, Pratap amenaza con decir las acciones de Surya a su padre. Surya inicialmente descarta esta advertencia pero es sorprendido cuando su padre eventualmente le pone en evidencia. Surya intenta defender sus acciones pero sin fortuna.
Antes de que su padre llegara (pero después de la visita de Pratap), Surya había prometido cuidan a Lakshmi "para siempre". Sin embargo, cuando conoce que está embarazada, la coacciona para abortar y rehúsa tomar la responsabilidad del niño. Ella rehúsa porque siempre había querido tener un niño, así que Surya le dice que la deja.
Cuando Saru anuncia a Surya que ella ha cogido a Lakshmi robando arroz, advierte a Lakshmi que hubiera sido fustigada si no hubiera sido una mujer. Entonces él la prohíbe estar cerca de su casa en otro momento. Sheikh Chand le pide a Surya que considere la situación de Lakshmi más minuciosamente. Surya lo rechaza mientras se limpia nerviosamente las manos.

### Lakshmi
Lakshmi sirve a Surya de buena gana, aunque con un salario bajo. Eso es lo que se espera de ella. Sin embargo, los pueblerinos no creen que Surya la encuentre atractiva y la piden hacer tareas adicionales.
Ella se muestra sonriente sólo una vez en Ankur: cuando se aproxima sonriendo a Surya con la canción "Yahii To Hai Woh" sonando en el trasfondo. A menudo aparece preocupada: primero por el alcoholismo de Kishtayya, luego sobre dónde habría ido y cómo viviría sin él y sobre su lealtad.
Si ella ha tenido más de un escarceo con Surya no está claro ya que la pareja sólo duermen juntos una vez.

### Rajamma
Dos días después de la partida de Kishtayya, Lakshmi presencia (a distancia) a dos hombres arrastrando a una mujer del pueblo hacia el panchayat. La mujer, Rajamma, rechaza ir mientras los hombres la acusan de "deshonrar a su hermano". En el panchayat, los hombres le dicen que ha cometido adulterio.
Sus cuñados argumentan que ellos tienen "dos pozos· y "dos cultivos por año", dando a entender que Rajamma no podía querer más. Rajamma explica que ella quiere tener un niño (Lakshmi inmediatamente se da cuenta de la similitud de sus propios deseos). "Yo no tengo niños" ella se queja, "es por culpa de él, mi marido". Ella amenaza con suicidarse si es forzada a vivir con su marido, Yadgiri. Cuando le piden su opinión, Yadgiri simplemente permite que los jueces tomen una decisión.
Antes de que Rajamma exprese su punto de vista, los jueces la reprenden por avergonzar "tu casa, tu familia, tu pueblo" viviendo con otro hombre. En este punto, Surya mira a Lakshmi, que la vive con él. El veredicto final es que Rajamma tiene que vivir con su marido y los hermanos de yadgiri deben compensarla si ella está insatisfecha. Después del juicio, Rajamma se suicida.
Lakshmi se puede identificar estrechamente con Rajamma. Después del suicidio de Rajamma, ella le dica a Surya que quiere volver con Kishtayya. Sin embargo, ella se da cuenta de que es imposible y Surya la promete que la cuidaría.

### Saru
Tan pronto como llega Saru, se inclina ante Surya y Lakshmi la pone una guirnalda. Ella inmediatamente empieza a añadir decoración a la casa, a saber un marco con el mensaje "Buena Suerte" y una foto de su boda. Se quita la guirnalda, la pone alrededor del dibujo enmarcado de dos deidades hindúes y les reza. Ella sabe del escarceo de Surya con Lakshmi, pero se queda perpleja cuando ve a Lakshmi maldiciendo a Surya cuando ella no sabe nada sobre Kishtayya.
Saru raramente es mostrada sonriendo hasta que despide a Lakshmi. De hecho, desde el primer día, justo cuando Surya está colgando la foto de la boda y Lakshmi está entrando en la habitación, ella indica la presencia de Lakshmi en silencio quedándose de pie con él y asintiendo con la cabeza hacia la habitación de Lakshmi. Cuando Surya intenta evitar discutir sobre el escarceo criticando su aspecto en la fotografía, Saru no le dice e incluso no le permite tocarla. Esa misma noche ella sugiere que despida a Lakshmi, un despreocupado Surya le dice que haga lo que quiera.
Saru es partidaria del sistema de castas. Cuando Lakshmi hace te para la nueva pareja. Surya acepta su vaso. Saru, por otra parte, la rechaza antes de expresar la sorpresa de que Surya (no dándose cuanta de que él fue quien hizo que Lakshmi hiciera té al principio). Ella entonces rechaza tomar "nada que [Lakshmi] haya tocado".

### El padre de Surya
Si no es por el padre de Surya, Surya habría sido más difícil encontrar a Lakshmi, cambiando el ritmo de vida del pueblo y causando una revolución. Sin embargo, insiste en que Surya controle su porción de tierra. No cree en contratar a otros para administrar sus tierras porque piensa que se "harán ricos a su costa" y se harán con tierras ellos mismos.

### Kaushalya
Aunque ella siempre sonríe cuando habla a Surya, Kaushalya no le gusta mucho. En su ausencia, ella le llama "mocoso consentido" y "niño simple". Ella siempre le llama "hijo", como si la legítima mujer no existiera. Ella llega a ser rica a costa de la madre de Surya. Muchos, si no todos, de estos hechos provocan que Surya intente poner un final a su progreso cortándole el suministro de agua.

### Pratap
Pratap no parece tomarse muy en serio los sentimientos de Surya hacia Kaushalya y tampoco duda en entrar a la casa de su medio hermano sin su permiso. Sin embargo, él está tal vez más enfurecido que los otros vecinos del pueblo cuando observa los insultos a Kishtayya al final de la película. En esa escena, aparece quedándose de pie en la ventana de Surya más tiempo que ningún otro vecino.

### Sheikh Chand
Sheikh Chand es el supervisor musulmán de la propiedad del terrateniente. Cuando Surya llegó al pueblo, él tiene inicialmente esperanzas de que la nueva llegada pueda mejorar el pueblo. Estar esperanzas parecen desaparecer de la noche a la mañana: Surya monopoliza el comercio de toddy y pide que Sheikh Chand guarde el toddy. Sheikh Chand premete castigar a cualquiera que robe toddy severamente. Cuando Surya se va, la expresión en su cara cambia de una sonrisa a una cara recta.

### Kishtayya
Kishtayya es fuerte física y mentalmente. Debido a su fortaleza física, Surya le tiene miedo y su fortaleza mental queda demostrada por su capacidad de superar el alcoholismo (no existían instalaciones para alcohólicos en India en los 50, particularmente no en pueblos). Surya, sin embargo, explota las debilidades de Kishtayya (p.ej. el hecho de que Kishtayya sea sordomudo, alcohólico, pobre, y un Dalit). El alcoholismo de Kishtayya permite a Surya humillarle para que Surya pueda acercarse a Lakshmi. El problema físico de Kishtayya le protege de comprender qué está pasando cuando Surya va a pegarle al final y su pobreza y casta no le permiten quejarse de las acciones de Surya.
A pesar de la debilidad, Kishtayya utiliza su trabajo como conductor de carros para llevar servicialmente a escolares a sus casas al final del día.

### El niño
Uno de los personajes es un niño anónimo que primero aparece en la escena en que Kishtayya roba toddy. Es el niño el que denuncia el robo a Surya, desde ese día hasta el final de la película, ellos parece que son amigos (justo antes de que Kishtayya es pegado, el niño es mostrado haciendo volar cometas con Surya). Pero al final de la película, de repente va contra Surya y rompe su ventana.

## Tema de la siembra
Además de set el título de la película, el la semilla hace varias apariciones /física y metafóricamente en la película y es utilizada como argumento.
- En la primera escena, una mujer del pueblo aparece para ofrecer semillas de una fruta a la diosa mientras Lakshmi reza para tener un niño. (La ofrenda de semillas parece que es la primera palabra que ella pronuncia pandlu que significa fruta en Telugo).
- La siembra puede representar al chico que desea Lakshmi.
- No mucho después de que Kishtayya sea capturado robando toddy hay una escena en la que Lakshmi estás haciendo la cena. De repente, cerca del quicio de la puerta, ella nota que hay un tarro con semillas. EL significado es que se ha ido a beber otra vez y ha dejado a Lakshmi el semillero como compensación. Ella va hacia fuera de la puerta, encontrando a Kishtayya asombrado en la puerta de su casa y rompe el tarro en su cara antes de volver dentro.
- Metafóricamente hablando, la semilla de la rebelión popular brota al final de la película (los habitantes del pueblo empiezan a protestar por la jerarquía social)

## Cuestiones sociales
Muchos críticos sugieren que Ankur hace una declaración concienciando en una cuestión social particular. El realidad, aborda varias, como las que se listan debajo:
- Alcoholismo: Kishtayya solía ser un "buen alfarero", Lakshmi le dice a Surya. Sin embargo, las exigencias para sus tarros de arcilla llegan a ser pocas dede que las vasijas de aluminio se habían hecho más populares. Como no podía vender muchas vasijas, empezó a ahogar sis penas en alcohol. Lakshmi dice que Kishtayya es un "buen hombre" cuya "única falta es la bebida". Dos escenas muestran a Kishtayya volviendo a casa después de una noche de beber cuando Lakshmi hace la cena. En ambas escenas, una Lakshmi preocupada regaña a su marido, intentanto desengnacharle de la bebida. La única repuesta de Kishtayya es irse a la cama con el estómago vacío. No supera el alcoholismo hasta que le abandona Lakshmi.

- Castismo: Los pueblerinos esperan que Lakshmi trabaje como sirviente de Surya. Sin embargo, siendo una Dalit, la tradición prohíbe que ella cocine para Aurya. Así, cuando Surya pide a Laksmi que cocine, los del pueblo (particularmente los fruteros hindúes) empiezan a desaprobarle. Cuando Saru se va a la casa de Surya, ella rechaza tocar "cualquier cosa que ella [Lakshmi] haya tocado".

- Ricos vs. Pobres: La primera vez que Lakshmi es mostrada regañando a Kishtayya, ella se queja de que está obligada a cometer el pecado del robo para cuidarse a sí misma y a su marido. Ella inicialmente no roba más de tres puñados de arroz al día de Surya. Algún tiempo después ella es despedida de su trabajo y ella vuelve a la casa de Surya a buscar trabajo otra vez. Saru ofrece a Lakshmi comida en vez de trabajo y Lakshmi intenta robar un poco más arroz de lo normal (ya que está embarazada). Saru la coge con las manos en la masa cuando ella trae la comuda y la fuerza a devolver el arroz diciento "Tu gente muere de hambre porque tu robas". Al final, Lakshmi rechaza "tus [de Surya] trabajos, tu dinero y cualquier cosa tuya!" sugiriendo así su que su pobreza no la importa en este contexto.

- Padres vs. Hijos: La relación entre Surya y su padre parece sen más bien inestable, ninguno de ellos sonríe cuando están juntos. Surya intenta pasar más tiempo con sus amigos pidiéndole a su padre permiso para estudias una licenciatura en letras. Sin embargo, su padre (que ya conoce lo que está intentando hacer Surya) rechaza el permiso y le fuerza a casarse con Saru. El joven hace lo que el padre de Surya sabe que las consecuencias de estas acciones harán.

- Conduta Sexual: Surya, Lakshmi y Rajamma han cometido adulterio. Cada uno tenía sus propias razones. Surya está sexualmente frustrado y Rajamma quería un hijo. Las razones de Lakshmi no están claras, en Ankur no se revelan cuando surge el affair. (Ver la sección de Preguntas No Contestadas de este artículo).

- Cambios de fidelidad:  Saru es tal vez el único personaje que no cambia su fidelidad hacia alguien en su caso, por tradición). Surya pretende ser leal a Lakshmi pero la abandona una vez que ella está embarazada. Lakshmi es leal a su marido hasta que ella duerme con Surya. No sabemos si Kishtayya ha permanecido leal a su mujer en si ausencia (aunque parece improvable considerando el respeto general por Lakshmi, el edulterio en esta parte explicaría por qué él la perdona). Ciertamente, él ha abandonado su lealtad al alcohol pero permanece compasivo con su mujer.

- Diferencias Religiosas: Esta es la cuestión social menos predominante que caracteriza la relación entre dos de los actores secundarios, a saber Sheikh Chand y el frutero. Sus diferencias religiosas les animan a hacer bromas no violentas el uno sobre el otro. El frutero engaña a Sheikh Chand sacando el coche de Surya del fango, Sheikh Chand recíprocamente le roba unas cuantas nueces de arece de su huerto.

- Dote: Este hecho es relativamente menor en la película. Y es sólo abordado en una cita, cuando Lakshmi explica por qué está casada con Kishtayya. Después de que Surya le preguntara por qué eligió casarse con un "borracho sordo-mudo", ella le contesta que nadie se casaría con ella porque no podía permitirse pagar una dote. Ella entonces señala que Kishtayya no era por entonces un alcohólico.

## Ironía
- Las actitudes de la madre de Surya y Lakshmi hacia sus maridos son irónicas, aunque de diferentes maneras. Ambas son fieramene defensoras de sus maridos y prohíben a Surya hablar mal de ellos. Todavía, la madre de Surya ha subrido cómo el terrateniente prefiere a Kaushalya a su legítima mujer y Lakshmi continúa defendiendo a Kishtayya después de tener un escarceo con Surya.
- Surya repetidamente critica a Kishtayya por beber. Sin embargo, en la noche de Diwali, él y otros tres provilegiados del pueblo beben mientras juegan a las cartas. Uno de los participantes, Swami, bebe más que sus compañeros y se juega todo su dinero pero también su cadena de oro, su reloj e incluso su mujer. Él pierde las tres (aunque su adversario no consiente llevarse a la mujer de Swami).

## Pronósticos
En Ankur, hay múltiples eventos que presagian partes del hilo principal. Los ejemplos se proporcionan abajo.
- Después de un intento infructuoso de flirtear con Lakshmi, Surya camina hacia su pozo cuando de repente se fija en una serpiente que se le aproxima. Él está tan asustado que en vez de correr, se queda de pie en estado de shock mientras pide ayuda a Lakshmi, lo que facilitó a la serpiente la mordedura. Lakshmi salva su vida devolviendo a la serpiente a su agujero, pero Surya no demuestra gratitud. Este acto de cobardía presagia el final de la escena, en el que Surya corre hacia la casa en busca de Lakshmi, emocionalmente incapaz de enfrentarse a ella.
- La primera vez que Kishtayya es visto volviendo a casa borracho, intenta tener relaciones sexuales con Lakshmi después de que ella le haya regañado. Ella se resiste al principio pero luego le deja. Lo mismo ocurre, aunque a gran escala entre Lakshmi y Surya después de que Kishtayya deja el pueblo.

## Preguntas sin respuesta
Aunque el argumento de Ankur está muy detallado, no revela suficiente información sobre algunas cuestiones:
- ¿Siempre se opone Surya al sistema de castas o simplemente adopta esta creencia al estar cerca de Lakshmi?[4]
- ¿Qué hacen Lakshmi y Surya antes de su escarceo?¿Fue antes o después que Kishtayya dejara el pueblo?
- Sheikh Chand descubre a Lakshmi robando su maíz pero intenta disuadirla diciendo que Surya le otorgará tierras a ella como hizo su padre con Kaushalya. En la escena siguiente, el intenta en vano convencer a Surya de que cuide a Lakshmi. ¿Cuánto tiempo pasó entre esta dos escenas?¿Realmente creía Sheikh Chand que Lakshmi se beneficiaría o simplemente intentaba consolarla?
- ¿Por qué, de hecho, decide Lakshmi tener un escarceo? ¿Fue por miedo a perder su trabajo y única fuente de ingresos? (Satyajit Ray, sobre quien Benegal hizo un documental posteriormente, había dirigido una película llamada Pratidwandi cuatro años antes de hacer esta película. En Pratidwandi, la hermana del protagonista "Topu" o Sutapa tenía un escarceo con su jefe por esta razón).

## Banalidades
- Benegal era inicialmente reacio de contratar a Shabana Azmi, pensando que ella era model y tal vez no apta para el papel de una humilde pueblerina.
- Los personajes de Ankur a menudo hablan el idioma Dakhani, una variante del hindú-urdu estándar del sur de la India (particularmente en la zona de Hyderabad). Por ejemplo, cuando surya pregunda a Lakshmi donde está Kishtayya, ella responde, "Mereku naheeN maaluum" en Dakhani en vez de "Mujhe naheeN maaluum" (No sé) en Standard Hindi. (Ver cultura musulmana de Hyderabad para más ejemplos de Dakhani).

## Música
Siendo una película artística de la India, Ankur no tiene caunciones como tal. Sin embargo, Surya pone (parte de) dos grabaciones en el curso de la película. La primera grabación es la tercera estrofa de la candión "Yahii To Hai Woh" de Solvan Saal (1958). La cuarta estrofa se escucha de fondo mientras Surya habla con Lakshmi.
La película también incluye varias escenas en las que los habitantes del pueblo cantan canciones populares, muchas en Telugu.